# Buchanan Dam
Buchanan Dam è un census-designated place degli Stati Uniti d'America situato nella contea di Llano dello Stato del Texas.
La popolazione era di 1.519 persone al censimento del 2010.

## Geografia fisica
Buchanan Dam è situata a 30°45′52″N 98°27′15″W (30.764459, -98.454175), sulla sponda sud del Buchanan.
Secondo lo United States Census Bureau, ha un'area totale di 20,1 miglia quadrate (52 km²), di cui 7,6 miglia quadrate (20 km²) di terreno e 12,5 miglia quadrate (32 km², 62.21%) d'acqua.

## Società

### Evoluzione demografica
Secondo il censimento del 2000, c'erano 1.688 persone, 848 nuclei familiari e 545 famiglie residenti nella città. La densità di popolazione era di 221,7 persone per miglio quadrato (85,6/km²). C'erano 1.294 unità abitative a una densità media di 170,0 per miglio quadrato (65,7/km²). La composizione etnica della città era formata dal 97,16% di bianchi, lo 0,36% di afroamericani, lo 0,06% di nativi americani, lo 0,06% di asiatici, l'1,48% di altre razze, e lo 0,89% di due o più etnie. Ispanici o latinos di qualunque razza erano il 5,33% della popolazione.
Dei 848 nuclei familiari, l'11,0% aveva figli di età inferiore ai 18 anni, il 57,1% aveva coppie sposate conviventi, il 4,5% aveva un capofamiglia femmina senza marito, e il 35,7% non erano famiglie. Circa il 31,4% di tutti i nuclei familiari erano individuali, e il 13,8% aveva componenti con un'età di 65 anni o più che vivevano da soli. Il numero di componenti medio di un nucleo familiare era di 1,99 e quello di una famiglia era di 2,43.
Vi erano l'11,9% di persone sotto i 18 anni, il 3,7% di persone dai 18 ai 24 anni, il 16,4% di persone dai 25 ai 44 anni, il 35,0% di persone dai 45 ai 64 anni, e il 32,9% di persone di 65 anni o più. L'età media era di 56 anni. Per ogni 100 femmine, c'erano 98,6 maschi. Per ogni 100 femmine dai 18 anni in giù, c'erano 101,5 maschi.
Il reddito medio di un nucleo familiare era di 32.586 dollari, e per una famiglia era di 41.216 dollari. I maschi avevano un reddito medio di 39.286 dollari contro i 23.580 dollari delle femmine. Il reddito pro capite era di 25.812 dollari. Circa il 5,7% delle famiglie e l'8,5% della popolazione erano sotto la soglia di povertà, incluso il 16,5% di persone sotto i 18 anni e il 2,0% di persone di 65 anni o più.